# جورج أ. شيهان
جورج أ. شيهان (بالإنجليزية: George A. Sheehan)‏ هو ضابط أمريكي، ولد في 5 نوفمبر 1918، وتوفي في 1 نوفمبر 1993 بسبب سرطان البروستاتا.